# House of Mouse
House of Mouse (El show del ratón en Hispanoamérica) es una serie animada estadounidense de televisión, producida por Disney Television Animation, que se emitió originalmente durante tres temporadas en Toon Disney desde el 13 de enero de 2001 hasta su final el 24 de octubre de 2003, contando con un total de 52 episodios. El programa se centra en Mickey Mouse y sus amigos que dirigen un club de cenas de teatro de dibujos animados en el ficticio Toontown, que atiende a muchos personajes de dibujos animados y películas animadas de Disney mientras exhibe una variedad de sus cortos de dibujos animados. La serie lleva el nombre de apodo o epíteto común para The Walt Disney Company.
La serie es un spin-off de la popular serie de Disney Mickey Mouse Works y contó con muchos cortos de dicha serie, así como de otros nuevos. En House of Mouse, los cortos clásicos de Mickey Mouse, Goofy y el Pato Donald de las décadas de 1930-1950 también se incluyeron ocasionalmente, particularmente hacia el final de la serie cuando la acumulación finita de cortos de Mouse Works casi se había agotado.
El programa fue bien recibido en general y se convirtió en todo un éxito para Disney. la serie animada tuvo dos nominaciones a premios, mientras que miembros selectos del elenco ganaron dos premios por sus actuaciones como personajes en House of Mouse.  La serie contó con dos películas directas a vídeo: Mickey's Magical Christmas: Snowed in at the House of Mouse (2001) y Mickey's House of Villains (2002), junto con un maratón de toda la noche de House of Mouse, transmitido por Toon Disney en septiembre de 2002 bajo el título "La noche de los 1.000 Toons".

## Argumento
La premisa básica del espectáculo se centra en Mickey Mouse y sus amigos que operan un club de teatro con cena en el centro de Toontown. Considerado un lugar popular por los residentes, el club es frecuentado por una gran cantidad de personajes de las propiedades animadas de Disney; Una característica notable de la serie es que personajes de todas las películas producidas por Walt Disney Feature Animation antes del comienzo de la serie (entre Snow White and the Seven Dwarfs hasta Atlantis: El imperio perdido, con la excepción de la película en CGI Dinosaurio) aparecen, junto con algunos personajes de otras series de animación de Disney, o personajes originarios de atracciones de los Parques Disney. Dichos personajes aparecen principalmente como invitados de pago del club, con algunos expresados en episodios según los guiones proporcionados a los actores de voz, aunque algunos a veces operan como artistas para el club. La serie animada también se destaca por incluir muchos personajes de Disney relativamente oscuros y que rara vez se usan, a menudo con partes habladas por primera vez, por ejemplo: Lobito Feroz y April, May y June, que habían aparecido muy a menudo en Disney Comics, pero nunca antes en una caricatura animada, finalmente haciendo su debut animado en House of Mouse. El programa también con otros cameos de personajes de dibujos creados para otros dibujos animados de televisión y atracciones de parques temáticos, pero estas apariciones fueron pocas y esporádicas.
Cada episodio se centra en una historia que involucra a Mickey y sus asociados que enfrentan un problema durante el funcionamiento del club por la noche, y sus esfuerzos por superarlo; la trama más común de los episodios involucra al grupo lidiando con un problema grave causado por Pete en sus intentos de cerrar el club y usarlo para su propio beneficio. Estas historias, que a menudo involucraban percances ridículos, tendían a actuar como una envoltura para los cortos de dibujos animados que se reproducían entre escenas, y el tema de la historia contribuía a las líneas argumentales de los cortos de dibujos animados que se mostraban en el episodio. Los cortometrajes de dibujos animados reproducidos en episodios centrados en elementos de dibujos animados teatrales clásicos de las décadas de 1930, 1940 y 1950, aunque la mayoría eran reposiciones de Mickey Mouse Works, y presentó una historia simple. Algunas historias tenían un tema específico para un personaje específico, pero con diferentes escenarios; por ejemplo, un conjunto se centró en Mickey que intentaba rescatar a Minnie de Pete, contra un obstáculo diferente en cada corto, mientras que otro conjunto se centró en los esfuerzos de Pluto para obtener Mickey su papel mientras se enfrenta a un problema diferente.

## Personajes
- Mickey Mouse (con la voz de Wayne Allwine): Dirigente del club y presentador de los espectáculos. Es querido y admirado por el público.
- Minnie Mouse (con la voz de Russi Taylor): Novia de Mickey y supervisora del club, encargándose de que todo esté correctamente entre bastidores.
- Pato Donald (con la voz de Tony Anselmo): Co-dirigente del club y el encargado de recibir a los invitados cuando llegan al club.
- Pata Daisy (con la voz de Tress MacNeille): Novia de Donald y encargada de las reservas de mesas en el club.
- Goofy (con la voz de Bill Farmer): El torpe camarero del club, encargado de tomar nota de lo que los invitados van a comer.
- Pluto (con la voz de Bill Farmer): Perro de Mickey y su asistente.
- Bad Pete (Pedro el Malo en Hispanoamérica; Pete el Malo en España) (con la voz de Jim Cummings): Propietario del local, intentando arruinar siempre los espectáculos para que la House of Mouse cierre.
- Clarabelle (Clarabella en Hispanoamérica) (con la voz de April Winchell): Encargada de la sección de cotilleos del club.
- Horace (Horacio en Hispanoamérica) (con la voz de Bill Farmer): Encargado de proyectar las historietas que los invitados ven en el club.
- Huey, Dewey y Louie (Hugo, Paco y Luis en Hispanoamérica; Juanito, Jaimito y Jorgito en España) (con la voz de Tony Anselmo): Los tres sobrinos de Donald, quienes forman la banda de música del club.
- Max Goof (con la voz de Jason Marsden): Hijo de Goofy, y aparcacoches del club.
- Gus Goose (con la voz de Frank Welker): Primo de Donald, y chef de la cocina del club.
- Los Pingüinos: Personajes originarios de Mary Poppins, son los camareros del club, encargados de servir a los invitados sus pedidos.
- Mike (con la voz de Rod Roddy): Un micrófono antropomórfico que se encarga de presentar a Mickey al principio de los espectáculos, o a veces despidiendo la función mientras hace publicidad de un negocio patrocinador.
- Las Escobas: Personajes originarios de Fantasía, son las encargadas de limpiar el club, normalmente cuando ocurre algún desastre.
- El Espejo Mágico (con la voz de Tony Jay): Personaje originario de Snow White and the Seven Dwarfs, se encuentra colgado en la entrada del club. Los personajes suelen pedirle consejo cuando necesitan saber cómo solucionar un problema.
- Ludwig Von Drake (o Ludwing von Pato) (con la voz de Corey Burton): Brillante científico que suele mostrar sus inventos en los espectáculos.
- Mortimer Mouse (con la voz de Maurice LaMarche): Rival de Mickey, a quien siempre intenta ridiculizar en los espectáculos, o compite con él por el afecto de Minnie.

## Episodios

### Temporadas
| Temporada | Temporada | Episodios | Estados Unidos           | Estados Unidos        |
| Temporada | Temporada | Episodios | Comienzo                 | Final                 |
| --------- | --------- | --------- | ------------------------ | --------------------- |
|           | 1         | 13        | 13 de enero de 2001      | 14 de abril de 2001   |
|           | 2         | 13        | 22 de septiembre de 2001 | 18 de mayo de 2002    |
|           | 3         | 26        | 2 de septiembre de 2002  | 24 de octubre de 2003 |

### Temporada 1 (2001)
| Serie # | Temp. # | Título                   | Estreno original      | Código |
| ------- | ------- | ------------------------ | --------------------- | ------ |
| 1       | 1       | «The Stolen Cartoons»    | 13 de enero de 2001   | 101    |
| 2       | 2       | «Big Bad Wolf Daddy»     | 27 de enero de 2001   | 102    |
| 3       | 3       | «The Three Caballeros»   | 3 de febrero de 2001  | 103    |
| 4       | 4       | «Goofy's Valentine Date» | 10 de febrero de 2001 | 104    |
| 5       | 5       | «Timon and Pumbaa»       | 17 de febrero de 2001 | 105    |
| 6       | 6       | «Jiminy Cricket»         | 24 de febrero de 2001 | 106    |
| 7       | 7       | «Unplugged Club»         | 3 de marzo de 2001    | 107    |
| 8       | 8       | «Gone Goofy»             | 10 de marzo de 2001   | 108    |
| 9       | 9       | «Rent Day»               | 17 de marzo de 2001   | 109    |
| 10      | 10      | «Donald's Lamp Trade»    | 24 de marzo de 2001   | 110    |
| 11      | 11      | «Donald's Pumbaa Prank»  | 31 de marzo de 2001   | 111    |
| 12      | 12      | «Thanks to Minnie»       | 7 de abril de 2001    | 112    |
| 13      | 13      | «Pluto Saves the Day»    | 14 de abril de 2001   | 113    |

### Temporada 2 (2001-02)
| Serie # | Temp. # | Título                         | Estreno original         | Código |
| ------- | ------- | ------------------------------ | ------------------------ | ------ |
| 14      | 1       | «Daisy's Debut»                | 22 de septiembre de 2001 | 201    |
| 15      | 2       | «Goofy for a Day»              | 29 de septiembre de 2001 | 202    |
| 16      | 3       | «Clarabelle's Big Secret»      | 6 de octubre de 2001     | 203    |
| 17      | 4       | «The Mouse Who Came to Dinner» | 13 de octubre de 2001    | 204    |
| 18      | 5       | «Max's New Car»                | 3 de noviembre de 2001   | 205    |
| 19      | 6       | «Not So Goofy»                 | 10 de noviembre de 2001  | 206    |
| 20      | 7       | «Everybody Loves Mickey»       | 17 de noviembre de 2001  | 207    |
| 21      | 8       | «Max's Embarrassing Date»      | 19 de enero de 2002      | 208    |
| 22      | 9       | «Where's Minnie?»              | 26 de enero de 2002      | 209    |
| 23      | 10      | «Super Goof»                   | 2 de febrero de 2002     | 210    |
| 24      | 11      | «King Larry Swings In»         | 16 de febrero de 2002    | 211    |
| 25      | 12      | «Ladies' Night»                | 23 de febrero de 2002    | 212    |
| 26      | 13      | «Dennis the Duck»              | 18 de mayo de 2002       | 213    |

### Temporada 3 (2002-03)
| Serie # | Temp. # | Título                             | Estreno original        | Código |
| ------- | ------- | ---------------------------------- | ----------------------- | ------ |
| 27      | 1       | «Suddenly Hades»                   | 2 de septiembre de 2002 | 301    |
| 28      | 2       | «Pete's One-Man Show»              | 2 de septiembre de 2002 | 302    |
| 29      | 3       | «House of Crime»                   | 2 de septiembre de 2002 | 303    |
| 30      | 4       | «Mickey and Minnie's Big Vacation» | 2 de septiembre de 2002 | 304    |
| 31      | 5       | «Donald and the Aracuan Bird»      | 2 de septiembre de 2002 | 305    |
| 32      | 6       | «Goofy's Menu Magic»               | 2 de septiembre de 2002 | 306    |
| 33      | 7       | «Music Day»                        | 2 de septiembre de 2002 | 307    |
| 34      | 8       | «House of Scrooge»                 | 2 de septiembre de 2002 | 308    |
| 35      | 9       | «Donald Wants to Fly»              | 2 de septiembre de 2002 | 309    |
| 36      | 10      | «Dining Goofy»                     | 2 de septiembre de 2002 | 310    |
| 37      | 11      | «Chip 'n' Dale»                    | 2 de septiembre de 2002 | 311    |
| 38      | 12      | «Humphrey in the House»            | 2 de septiembre de 2002 | 312    |
| 39      | 13      | «Ask Von Drake»                    | 2 de septiembre de 2002 | 313    |
| 40      | 14      | «Salute to Sports»                 | 2 de septiembre de 2002 | 314    |
| 41      | 15      | «Pluto vs. Figaro»                 | 2 de septiembre de 2002 | 315    |
| 42      | 16      | «House of Magic»                   | 2 de septiembre de 2002 | 316    |
| 43      | 17      | «Mickey vs. Shelby»                | 2 de septiembre de 2002 | 317    |
| 44      | 18      | «Pete's House of Villains»         | 2 de marzo de 2003      | 318    |
| 45      | 19      | «Halloween with Hades»             | 3 de octubre de 2003    | 319    |
| 46      | 20      | «House Ghosts»                     | 10 de octubre de 2003   | 320    |
| 47      | 21      | «House of Genius»                  | 17 de octubre de 2003   | 321    |
| 48      | 22      | «Mickey and the Culture Clash»     | 24 de octubre de 2003   | 322    |
| 49      | 23      | «House of Turkey»                  | 2 de septiembre de 2002 | 323    |
| 50      | 24      | «Clarabelle's Christmas List»      | 2 de diciembre de 2002  | 324    |
| 51      | 25      | «Pete's Christmas Caper»           | 2 de diciembre de 2002  | 325    |
| 52      | 26      | «Snow Day»                         | 14 de diciembre de 2002 | 326    |

## Películas
| # | Título                                                        | Lanzamiento             |
| --- | ------------------------------------------------------------- | ----------------------- |
| 1 | «Mickey's Magical Christmas: Snowed in at the House of Mouse» | 3 de noviembre de 2001  |
| Una tormenta de nieve deja a todos atrapados en la House of Mouse. Hasta que pase la tormenta, Mickey y todos los otros invitados consiguen animarse al planear celebrar Navidad todos juntos. A excepción de Donald, quien se muestra malhumorado, por lo que todos hacen lo que pueden para hacerle sentir su espíritu navideño. |                                                               |                         |
| 2 | «Mickey's House of Villains»                                  | 3 de septiembre de 2002 |
| Es Halloween en la House of Mouse, y hay muchos villanos que resaltan esta noche. Jafar tiene un malvado plan para apoderarse de la House of Mouse y convertir el local en un club solo para villanos. |                                                               |                         |

## Premios y nominaciones
| Año  | Premio            | Categoría                                                                   | Nominados                                                             | Resultado | Ref |
| ---- | ----------------- | --------------------------------------------------------------------------- | --------------------------------------------------------------------- | --------- | --- |
| 2001 | Premios Annie     | Logros sobresalientes en una producción televisiva de animación diurna      | House of Mouse                                                        | Nominado  |     |
| 2002 | Premios Emmy      | Persona destacada en animación                                              | Chris Roszak                                                          | Ganador   |     |
| 2002 | Golden Reel Award | Mejor edición de sonido en televisión: música, animación episódica          | Jason Oliver (editor de música) y Liz Lachman (editora de puntuación) | Nominado  |     |
| 2003 | Premios Annie     | Interpretación de voz sobresaliente en una producción de televisión animada | Corey Burton como la voz de "Ludwig Von Pato"                         | Ganador   |     |